# 藤井直明
藤井 直明（ふじい なおあき、享保5年（1720年） - 明和4年8月22日（1767年9月14日））は、江戸時代中期の尊王論者。父は藤井宗茂。初名は吉太郎。通称は右門（うもん）。

## 生涯
生まれは越中国射水郡小杉宿（現・富山県射水市）。赤穂事件において、勅使饗応を放棄した旧主と馳走の経費を削ろうとした江戸家老の父、主君を諫めなかった国家老をも批判して義絶される。郷里を出奔し、1735年（享保20年）には富山藩前田家の支援もあり上洛して、諸大夫藤井忠義の養子となり家督を継いだ。神道家・竹内式部を知り、皇学所教授となって公卿に尊王論を説いた。
1758年（宝暦8年）の宝暦事件で竹内式部が捕らえられると京都を逃れ、江戸へ出て右門と名乗り山県大弐の家に身を寄せた。1766年（明和3年）の明和事件では山県大弐、竹内式部とともに捕らえられ、翌1767年（明和4年）『兵書雑談』の内容に不敬があったとして打首・獄門の刑に処せられた（牢死説もある）。

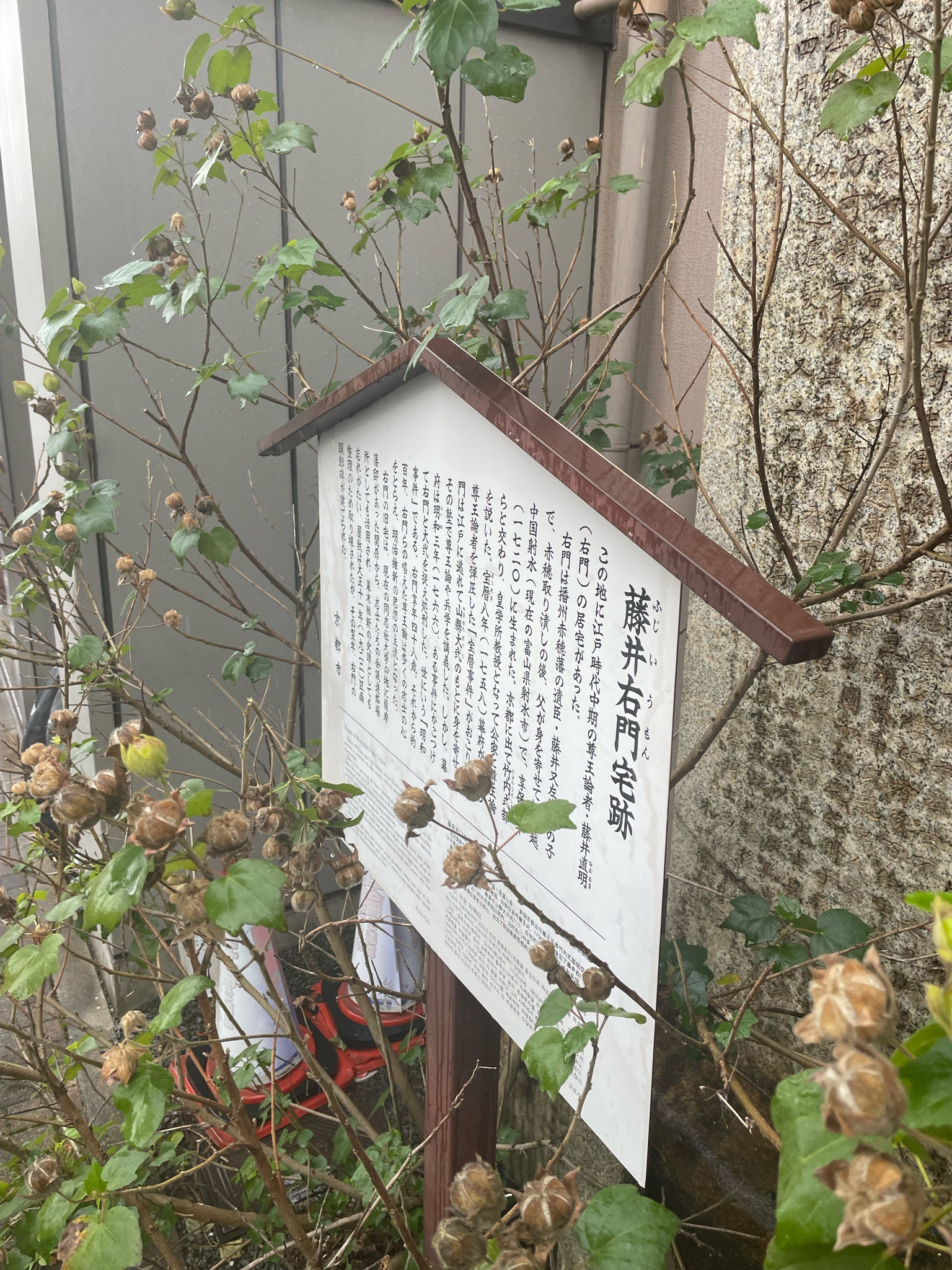
藤井右門邸宅跡にある立札

なお、直明のひ孫である藤井多門は、はとこの藤井九成とともに岩倉具視と親交を深め、直明の思想が明らかとなり、明治維新後に正四位が贈られた。九成は直明の伝承記を記す。出身地の射水市では、毎年8月に住民により顕彰祭が行われている。

## 史跡
- 邸宅跡：藤井直明は、1735年から邸宅(京都府京都市上京区上立売東町46)に住み始め1759年まで住んでいたが、宝暦事件を機に邸宅を離れた[4]。邸宅が京都御所に近いことから公卿らと連携していたこともある。藤井直明の死後、薩摩藩屋敷(現同志社大学)を新設してからは邸宅は志士の会議連絡場所として活用されていた[5]。屋敷は大正11年(1922年)区画整理のため取り壊され、大正12年(1923年)、右門の顕彰碑が建てられた。
- 墓所：東京都世田谷区北烏山6-23 妙高寺（烏山寺町）
- 分骨塔：富山県射水市戸破4200（射水市社会福祉会館となり）